# Fuerzas Armadas Soviéticas
Las Fuerzas Armadas de la Unión de Repúblicas Socialistas Soviéticas (en ruso: Вооружённые Силы Союза Советских Социалистических Республик, romanizado: Vooruzhonnyye Sily Soyuza Sovetskikh Sotsialisticheskikh Respublik), conocidas simplemente como Fuerzas Armadas Soviéticas, se refiere a las fuerzas armadas de la República Socialista Federativa Soviética de Rusia (1917-1922), y la Unión Soviética (1922-1991) desde sus inicios en las secuelas de la guerra civil rusa a su disolución en diciembre de 1991.
De acuerdo con la ley del servicio militar de toda la Unión, dictada en septiembre de 1925, las Fuerzas Armadas Soviéticas constaban de tres componentes: el Ejército Rojo (fuerzas terrestres), la Fuerza Aérea Soviética (fuerzas aéreas) y la Armada Soviética (fuerzas marítimas). Después de la Segunda Guerra Mundial se añadieron los siguientes cuerpos armados: las Tropas de misiles estratégicos (1959), las Fuerzas de defensa antiaérea (1948) y las Tropas de Protección Civil (1970).

## Historia

### Antecedentes

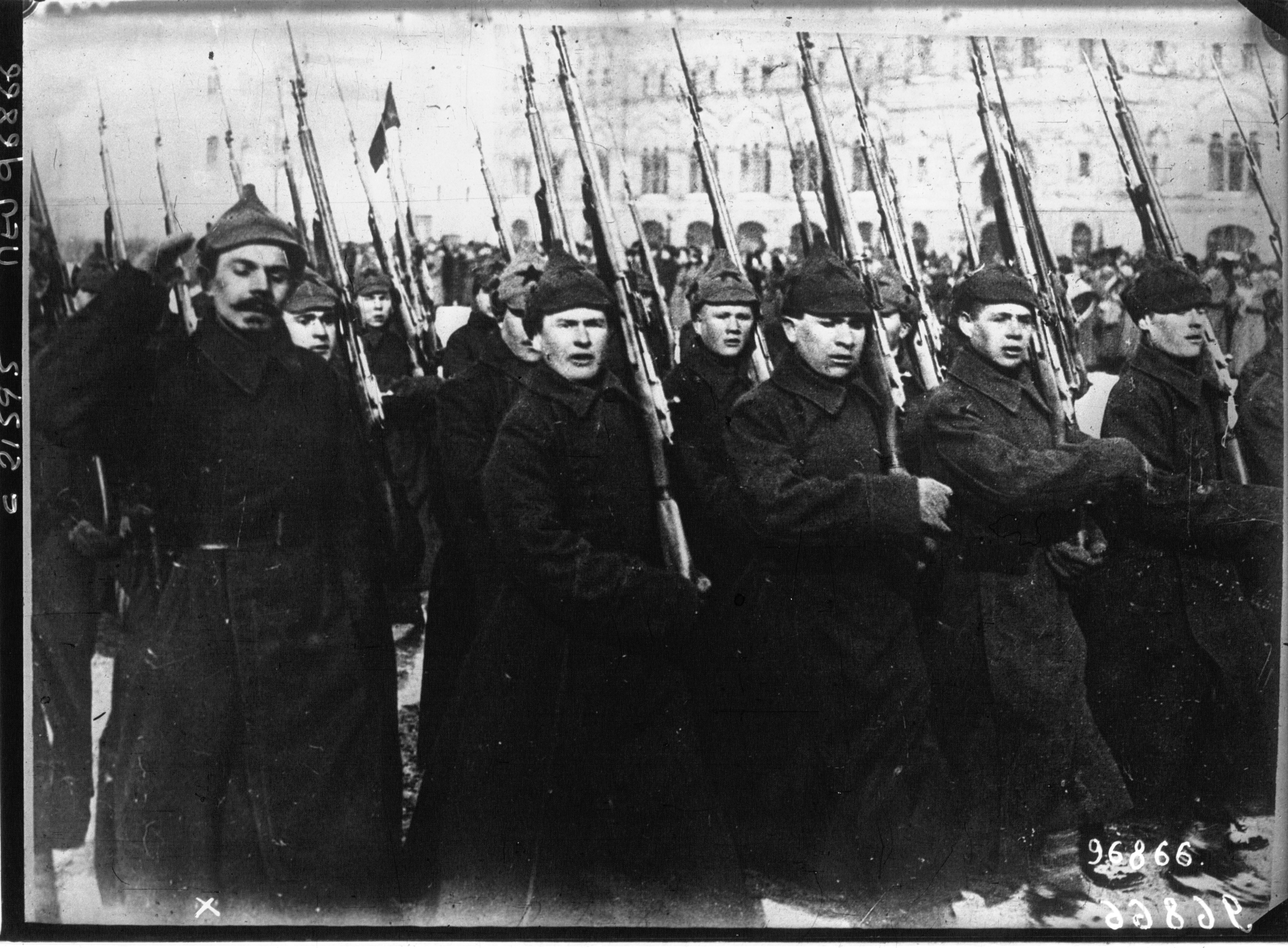
Desfile del Ejército Rojo en Moscú (1922).

El Ejército Rojo fue el primero que se creó.
El Consejo de Comisarios del Pueblo organizó al Ejército Rojo a través de un decreto el 15 de enero de 1918 (según el calendario Juliano; el 28 de enero de 1918) sobre la base de la Guardia Roja ya existente. El 23 de febrero de 1918; inicia un reclutamiento masivo en la ciudad de Petrogrado y Moscú y se produce el primer acto de guerra, contra las tropas imperiales alemanas, por eso el 23 de febrero es decretado como el Día del Ejército soviético. Actualmente todavía se celebra en Rusia como el Día de los defensores de la patria.
El título del creador del Ejército Rojo fue confiada a León Trotski, Comisario del Pueblo para la Guerra 1918-1924.
Al principio de su existencia, el Ejército Rojo era un cuerpo voluntario sin grados o insignias, los oficiales fueron elegidos de manera democrática, esto hasta que un decreto el 18 de mayo de 1918, que impuso el servicio militar obligatorio para los hombres de 18 a 40 años.

### Guerra polaco-soviética
La guerra polaco-soviética representó la primera campaña extranjera del Ejército Rojo. La contraofensiva soviética que siguió a la invasión polaca de Ucrania en 1920 tuvo éxito primero, pero las fuerzas polacas lo detuvieron en 1920 en la Batalla de Varsovia, a veces llamada Milagro en el Vístula.

### Creación
Oficialmente, las Fuerzas Armadas de la Unión Soviética fueron formadas el 30 de diciembre de 1922, con la creación de la URSS. Fueron mencionadas por primera vez en la primera Constitución Soviética, adoptada por el II Congreso de los Sóviets de Toda La Unión, el 31 de enero de 1924;
1. La jurisdicción de la Unión de Repúblicas Socialistas Soviéticas, representada por sus órganos supremos, será:
...
j) Establecer las bases para la organización de las Fuerzas Armadas de la Unión de Repúblicas Socialistas Soviéticas;
...

Posteriormente, esta definición fue ratificada en la Constitución de 1936.

### Segunda Guerra Mundial

#### La Campaña de Polonia
El 17 de septiembre de 1939 el Ejército Rojo invadió con sus tropas los territorios del este de la Segunda República Polaca (ahora parte de Bielorrusia y de Ucrania), usando el pretexto oficial de venir en ayuda de los ucranianos y los bielorrusos amenazados por la Alemania nazi, cuyo ejército había invadido Polonia el 1 de septiembre de 1939. La invasión soviética abrió un segundo frente para los polacos y los obligó a abandonar los planes de defensa en la zona de cabeza de puente rumana, acelerando así la derrota polaca. El avance soviético y alemán se detuvo bruscamente en la línea Curzon.
El Pacto Ribbentrop-Mólotov, que había incluido un protocolo adicional secreto que delimitaba las zonas de influencia de cada nación, sentó las bases para la partición de Polonia entre Alemania y la URSS. El territorio anexado pasó a formar parte de las repúblicas socialistas soviéticas de Ucrania y de Bielorrusia.

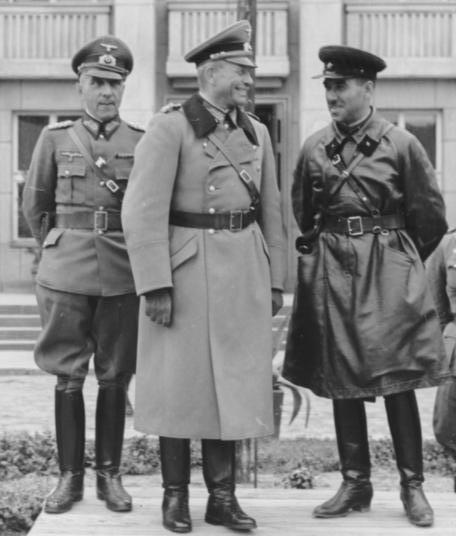
Oficiales alemanes y soviéticos presentes en el desfile militar alemán-soviético en Brest-Litovsk: General Mayor Heinz Guderian (centro) y Kombrig Semión Krivoshéin (derecha)

A pesar de que las barreras de agua separaban la mayoría de las zonas de control o influencia, las tropas soviéticas y alemanas se reunieron en varias ocasiones. El acontecimiento más notable de este tipo ocurrió en Brest-Litovsk el 22 de septiembre de 1939. El 19.º Cuerpo Panzer alemán bajo el mando de Heinz Guderian había ocupado Brest-Litovsk, que estaba dentro de la zona de interés soviética. La 29.ª Brigada de Tanques soviéticos bajo el mando de Semión Krivoshéin se acercó a Brest-Litovsk, los comandantes negociaron que las tropas alemanas se retirarían y las tropas soviéticas entrarían en la ciudad saludándose, sin embargo, las partes tendrían un encuentro más dañoso cerca de Lviv, cuando el 137.º Gebirgsjägerregimenter alemán (regimiento de infantería de montaña) atacó a un destacamento de reconocimiento de la 24a Brigada soviética del tanque; Después de algunas bajas en ambos bandos, las partes se volvieron a las negociaciones, como resultado de lo cual las tropas alemanas abandonaron la zona, y las tropas del Ejército Rojo entraron en Lviv el 22 de septiembre.
Según los soviéticos, las bajas y las pérdidas del combate dirigido por el coronel-general Semión Krivoshéin eran de 466.516 hombres. Las tropas del Ejército Rojo se enfrentaron a poca resistencia, principalmente debido al enmarañamiento de la mayoría de las fuerzas polacas en la lucha contra los alemanes a lo largo de la frontera occidental, pero en parte debido a una orden oficial del Comando Supremo polaco de no Participar en combate con las tropas soviéticas, y también en parte porque muchos ciudadanos polacos en la región de Kresy - ucranianos y bielorrusos - veían a las tropas avanzando como libertadores.
La organización de los nacionalistas ucranianos se levantó contra los polacos, y los partidarios comunistas organizaron revueltas locales en Skidel, robando y asesinando a polacos. No obstante, el Ejército Rojo sufrió pérdidas de 1475 muertos y varios desaparecidos, y resultaron 2.383 hombres heridos. Las pérdidas de las tropas polacas se estiman en 6000-7000. El Ejército Rojo informó que había "desarmado" a 452.536 hombres, pero esta cifra probablemente incluyó un gran número de no reclutados como soldados regulares del Ejército polaco. La enciclopedia polaca de PWN da el número de aproximadamente 240.000 prisioneros tomados por el Ejército Rojo.

#### Las campañas finlandesas

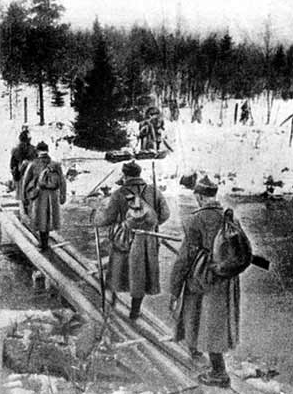
La infantería soviética cruza el Rajajoki (río fronterizo) en el istmo de Carelia el 30 de noviembre de 1939.

La guerra de invierno (en ruso: Советско-финская война) comenzó cuando la Unión Soviética atacó Finlandia el 30 de noviembre de 1939, tres meses después de la invasión de la Unión Soviética en Polonia; Alemania ya había dado por iniciada la Segunda Guerra Mundial. Debido a que el ataque fue juzgado ilegal, la Unión Soviética fue expulsada de la Sociedad de Naciones el 14 de diciembre.
La Guerra de la Continuación (25 de junio de 1941 - 19 de septiembre de 1944) fue la segunda de las dos guerras que se libraron entre Finlandia y la Unión Soviética durante la Segunda Guerra Mundial. En el momento en que los finlandeses utilizaron el nombre para aclarar su relación percibida con la guerra de invierno precedente del 30 de noviembre de 1939 al 13 de marzo de 1940, la primera de dos guerras luchó entre Finlandia y la Unión Soviética durante la Segunda Guerra Mundial. La Unión Soviética, sin embargo, percibió la guerra simplemente como uno de los frentes de la guerra germano-soviética contra la Alemania nazi y sus aliados. Del mismo modo, Alemania vio sus propias operaciones en la región como parte de sus esfuerzos generales de guerra de la Segunda Guerra Mundial. Finlandia fue un beligerante con Alemania contra la Unión Soviética en lugar de un aliado durante la Guerra de Continuación.

#### Operación Barbarroja
Tanto Stalin como Hitler eran conscientes de que, pese al Pacto de no agresión germano-soviético firmado en agosto de 1939, el enfrentamiento entre ambas naciones era inevitable. Stalin pensaba que Hitler no atacaría a la URSS hasta que no hubiera conquistado Francia y Gran Bretaña. La rápida derrota francesa hizo que Stalin enviara a Mólotov a Berlín para emprender más negociaciones y tratar de evitar el ataque alemán. Sin embargo, Hitler había decidido ya la invasión, que, en un principio, se planeó iniciar el 15 de mayo de 1941. Stalin recibió información de los planes alemanes por diversas fuentes. Espías soviéticos (la célebre red de espías conocida como la "Orquesta Roja") y el propio Churchill le alertaron de la inminente invasión. Stalin, en un acto de gran estupidez, pensó que el líder británico trataba de enfrentarlo con Hitler y no atendió a los múltiples requerimientos de preparase para el ataque.
Solo reaccionó cuando el 22 de junio de 1941 las tropas alemanas atravesaron la frontera soviética. Ese día, tres millones de hombres y 3400 tanques avanzaron organizados en tres ejércitos: el grupo norte hacia Leningrado, el central hacia Moscú, el sur hacia Ucrania. Los éxitos alemanes fueron fulgurantes llegando en otoño a las afueras de Leningrado y Moscú. Las tropas soviéticas adoptaran en su retirada la táctica de "tierra quemada" no había que dejar nada que pudiera ser utilizado por el invasor. Sin embargo, los alemanes fracasaron en su intento de conquistar un Moscú del que se habían evacuado más de dos millones de civiles.
El contraataque soviético rechazó e hizo retroceder a las tropas alemanas. Por primera vez, la guerra relámpago había fracasado. La victoriosa defensa de Moscú dio moral a las tropas soviéticas y a todos los que luchaban contra Hitler. Las tácticas de guerra fueron desde un principio brutales. La criminal represión nazi fomentó la resistencia a ultranza del pueblo y el ejército soviético. Por otro lado, la ejecución sumaria del general soviético Dmitri Pávlov y dos de sus colaboradores por haber permitido la ocupación de Minsk en seis días, hizo ver a los oficiales soviéticos que era mejor luchar hasta la muerte que rendirse.

#### La campaña de Manchuria
Después del fin de la guerra en Europa, el 9 de agosto de 1945, el Ejército Rojo atacó a Japón y Manchukuo (el estado títere japonés de Manchuria), y en combinación con las fuerzas comunistas mongoles y chinas rápidamente superó en número al ejército Kwantung. Las fuerzas soviéticas también atacaron en Sajalín, en las islas Kuriles y en el norte de Corea. Japón se rindió incondicionalmente el 2 de septiembre de 1945.

## Base jurídica
La base jurídica de las Fuerzas Armadas Soviéticas estaba establecida en la Constitución:
Artículo 31. La defensa de la Patria socialista es una de las funciones más importantes del Estado y es asunto de todo el pueblo. Para proteger los logros socialistas, el trabajo pacífico del pueblo soviético, la soberanía y la integridad territorial del estado, se crearon las Fuerzas Armadas de la URSS y se estableció el servicio militar obligatorio.
El deber de las Fuerzas Armadas de la URSS para con el pueblo es defender de manera confiable la Patria socialista, estar en constante preparación para el combate, garantizando un rechazo inmediato a cualquier agresor
Artículo 32. El Estado garantiza la seguridad y la capacidad de defensa del país, equipa a las Fuerzas Armadas. URSS con todo lo necesario.
Las responsabilidades de los órganos estatales, las organizaciones públicas, los funcionarios y los ciudadanos de garantizar la seguridad del país y fortalecer su capacidad de defensa están determinadas por la legislación de la URSS.

—Constitución de la Unión Soviética de 1977

## Dirigencia

### Comandante supremo
- Iósif Stalin (1941-1953)
- Nikita Jrushchov (1953-1964)
- Leonid Brézhnev (1964-1982)
- Yuri Andrópov (1982-1984)
- Konstantín Chernenko (1984-1985)
- Mijaíl Gorbachov (1985-1991)

## Armamento

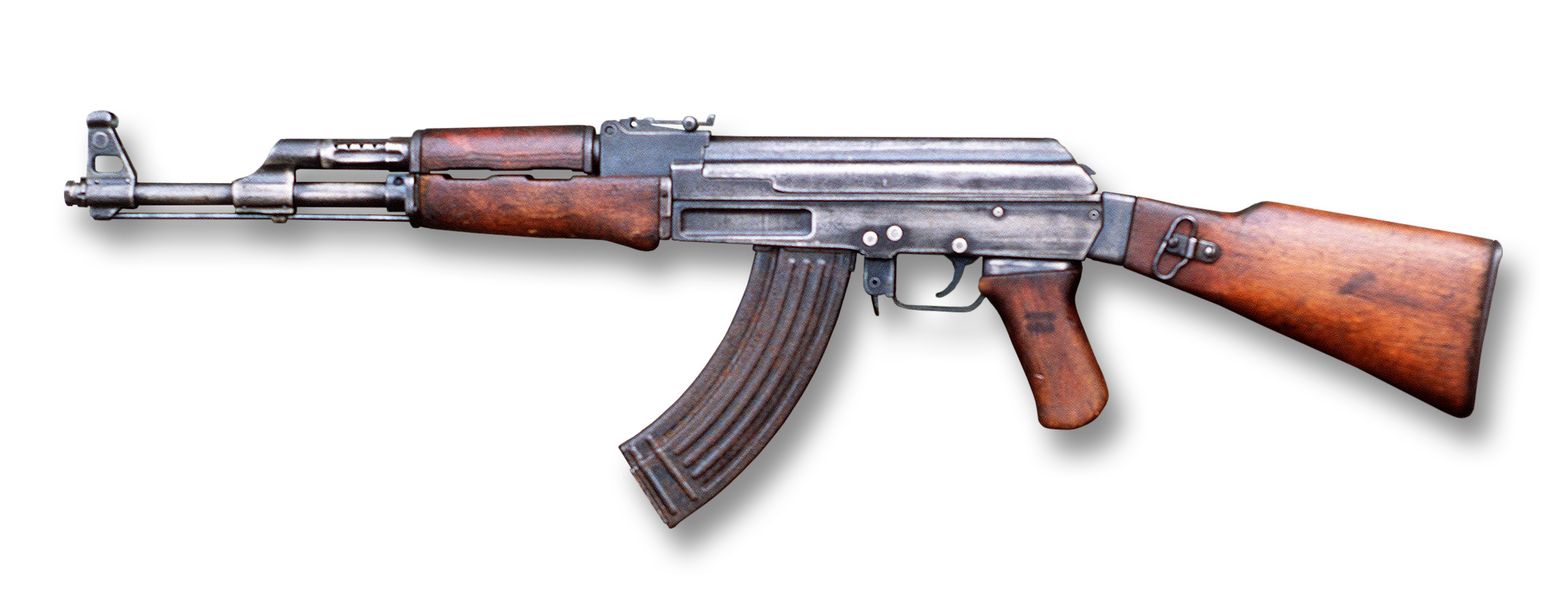
Rifle de asalto AK-47.

La Unión Soviética estableció una industria de armas autóctona como parte del programa de industrialización de Stalin en los años 20 y 30. El rifle Mosin-Nagant, de cinco cartuchos, se mantuvo como arma de fuego principal del Ejército Rojo durante la Segunda Guerra Mundial. Más de 17 millones de fusiles Mosin-Nagant modelo 91/30 fueron fabricados de 1930 a 1945 por varios arsenales soviéticos. Permaneció en la producción hasta 1948, cuando fue substituido por el rifle semiautomático de SKS.
El Ejército Rojo sufrió una escasez de ametralladoras adecuadas y armas de fuego semiautomáticas durante la Segunda Guerra Mundial. El modelo Tókarev SVT Modelo 38 y el modelo 40 semiautomáticos compartieron el mismo cartucho de 7,62 × 54 mm usado por los Mosin-Nagants. La experimentación soviética con armas pequeñas comenzó durante la Segunda Guerra Mundial. En 1945, el Ejército Rojo adoptó la Símonov SKS, una carabina semiautomática de 7.62 × 39mm. En 1949 se inició la producción del rifle de asalto Kaláshnikov AK-47 de 7,62 × 39 mm: los planificadores previeron que las tropas lo utilizaran conjuntamente con el SKS, pero pronto reemplazó el SKS por completo. En 1978, el rifle de asalto AK-74 de 5.45 × 39mm reemplazó al AK-47: utilizó alrededor del 51% de las piezas del AK-47. Los diseñadores armaron la nueva arma como una contrapartida al cartucho estadounidense 5.56 × 45m m usado en el rifle de asalto M-16, y las Fuerzas Armadas de Rusia continúan usándolo hoy.